# Domenico Carlone

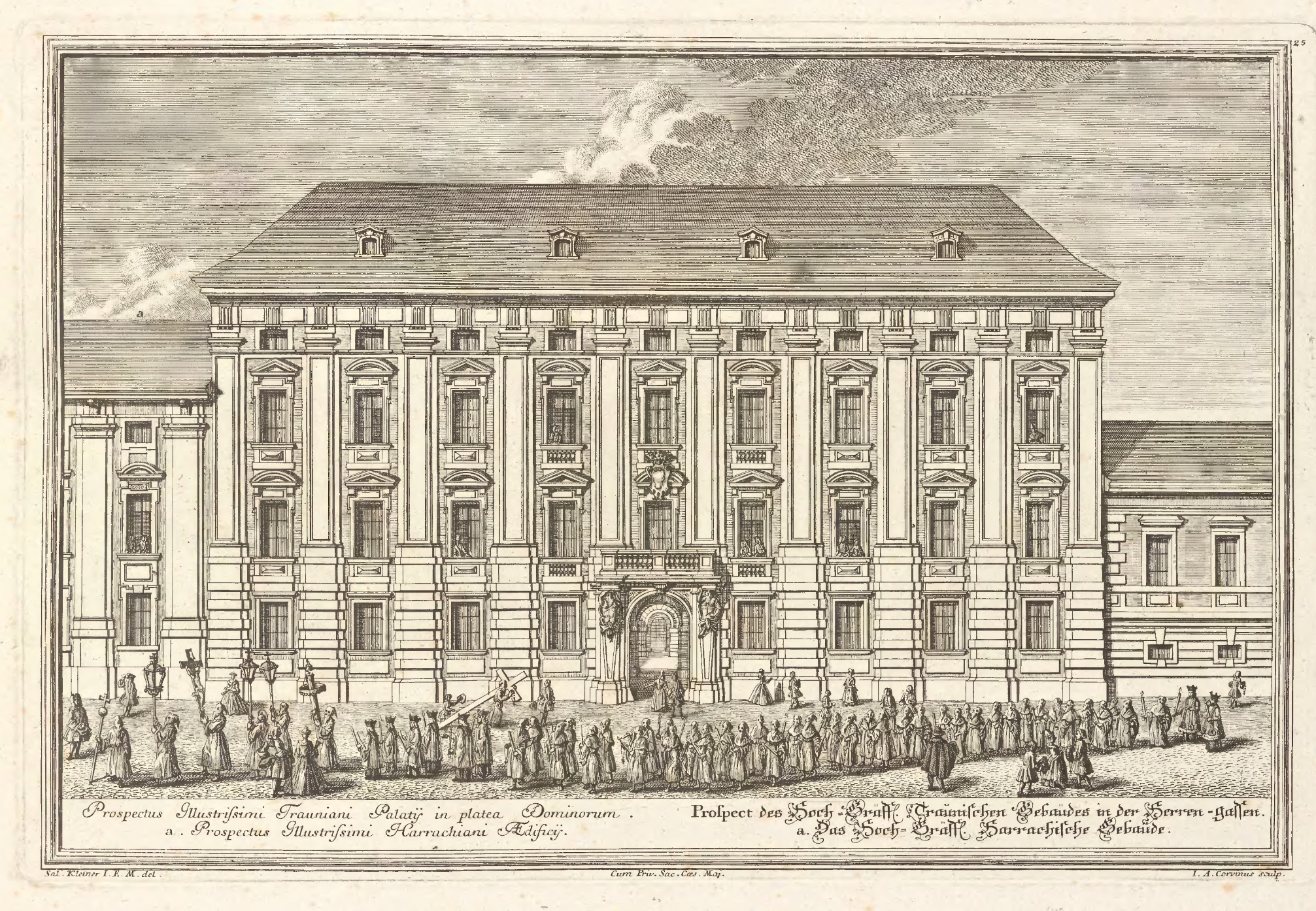
Domenico Carlone: Das Palais Abensperg-Traun nach einem Stich von Salomon Kleiner

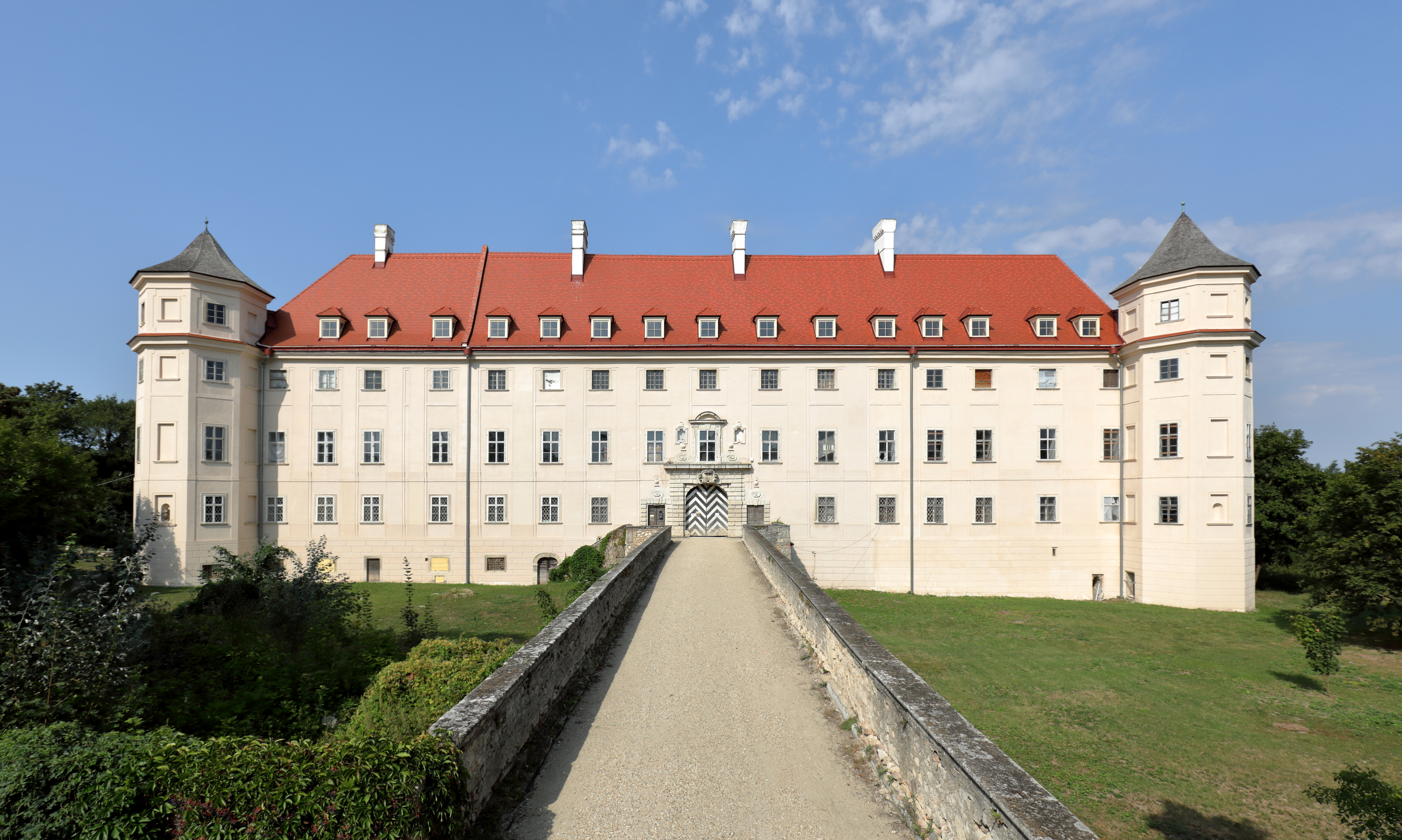
Außenansicht von Schloss Petronell

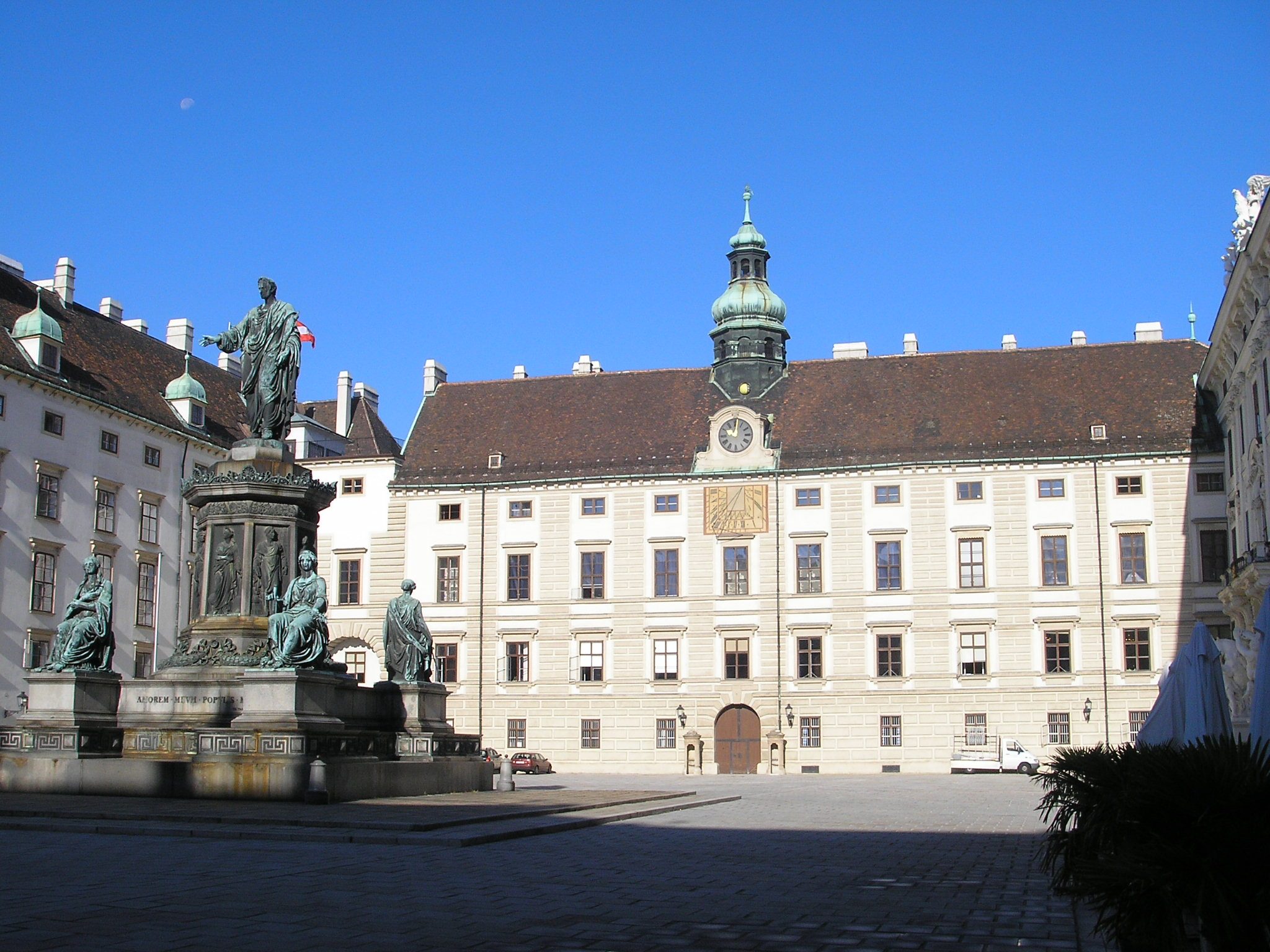
Domenico Carlone: Die Amalienburg in der Wiener Hofburg. 1660–1666.

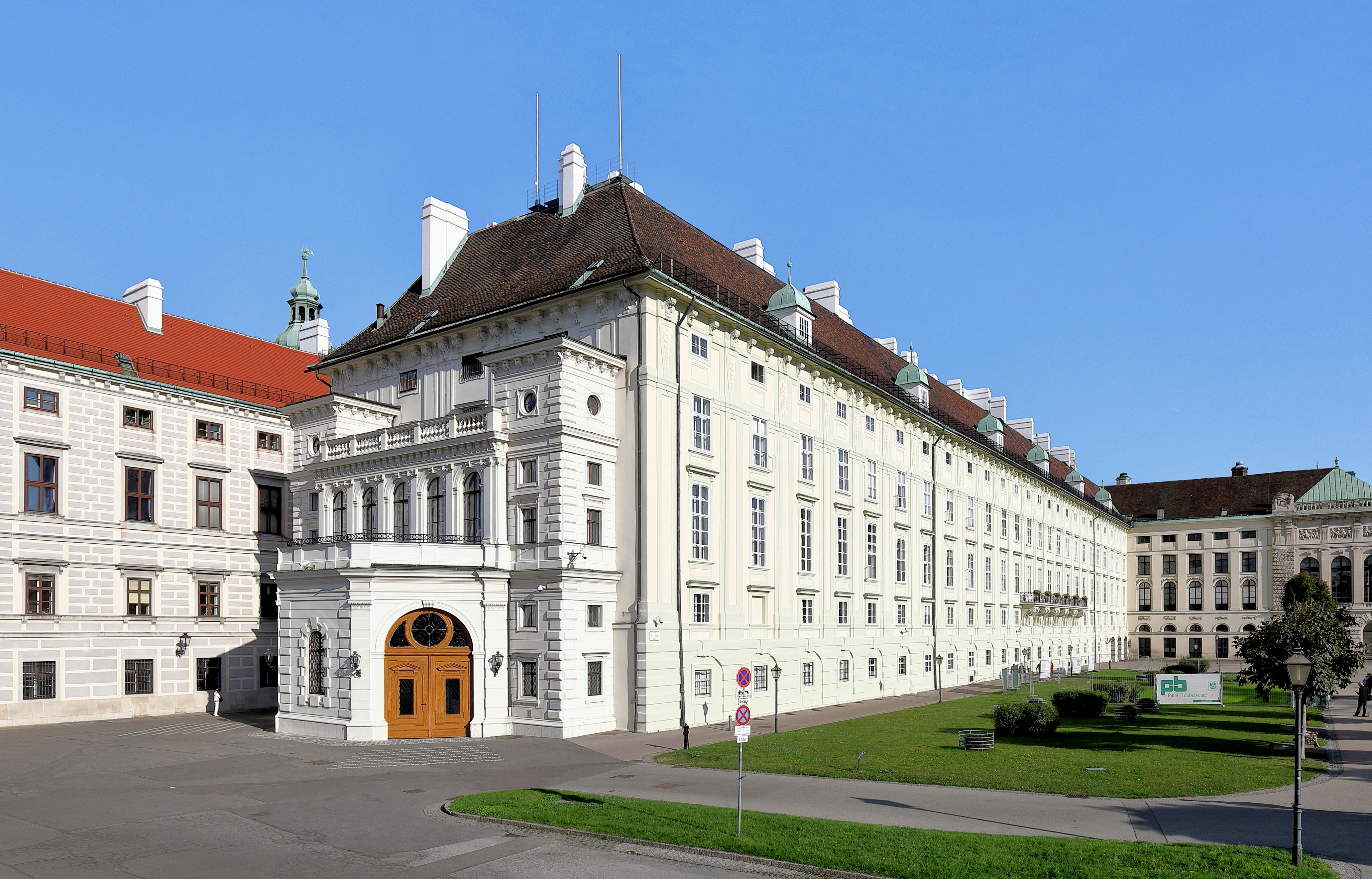
Leopoldinischer Trakt der Wiener Hofburg, beherbergt die Arbeitsräume des Österreichischen Bundespräsidenten

Domenico Carlone (auch Dominicus oder Dominico Carlon oder Carloni oder Carlano oder Corlan oder Corton; * um 1615 in Scaria; † 26. Januar 1679 in Wien) war ein italienischer Baumeister und Stuckateur aus der Künstlerfamilie Carlone.

## Leben
Domenico Carlone wurde als Sohn von Lukas Carlone geboren, Silvestro und Carlo Martino waren seine Brüder. Bei seiner Heirat mit Barbara Tötscher im Jahre 1639 in Graz wurde er als gelernter Maurer und Stuckateur, in Wien 1645 als Maurerpolier und seit 1646 als Meister, später als Baumeister und Hofmaurermeister bezeichnet, spätestens seit 1671 gehörte er der Zunft an. Um das Jahr 1654 oder 1655 erwarb er von den Erben des Pietro Maino Maderno Grundbesitz in Wien an der Laimgrube. Aus seiner ersten und einer weiteren Ehe gingen zwischen 1656 und 1667 die drei Söhne Michael, Carlo und Antonio hervor.
Im persönlichen Umfeld von Carlone befanden sich bekannte Personen der damaligen Zeit, darunter der Architekt Giovanni Pietro Tencalla, der Bildhauer Simone Allio aus Scaria, der Stuckateur Domenico Piazoll und der Maurermeister Jakob Spacio.

## Werke
- Pfarr- und Wallfahrtskirche Mariabrunn und Kloster Mariabrunn im 14. Bezirk in Wien, 1645. In später entstandenen Protokollen wird er auch als ausführender Baumeister für den Brunnen neben der Pfarrkirche genannt.
- Für den späteren Stadtkommandanten Ernst III. Graf von Abensberg und Traun errichtete er als „Dominico Carlon“ zusammen mit Carlo Canevale von 1655 bis 1658 das Palais Abensperg-Traun in der Wiener Herrengasse. Nach dem Verkauf des Gebäudes wurde es 1857 zu Gunsten einer Erweiterung der k. u. k. Nationalbank abgebrochen.
- Ebenfalls für die Familie Abensperg und Traun leitete er als Baumeister von 1660 bis 1668 den Umbau von Schloss Petronell in eine vierflügelige Anlage. Teile des Umbaus wurden auch von Carlo Martino (?), nach dessen Tod von Carlo Canevale verantwortet. 1660 gewann er mit seinem Kostenvoranschlag den Umbauauftrag gegen den Maurermeister Sigmund Mitterlehner. Der Umbau der Anlage dauerte mit Unterbrechungen bis 1680. Steinmetzaufträge erhielten die Brüder Ambrosius und Giorgio Regondi aus dem kaiserlichen Steinbruch am Leithaberg.

- Zusammen mit Carlo Martino errichtete er von 1660 bis 1666 die Amalienburg und nach Unterlagen von Filiberto Lucchese den Leopoldinischen Trakt der Hofburg. Auch der vergrößerte Wiederaufbau nach dem Brand von 1668 stand unter seiner Leitung. In diesem Zusammenhang entstand auch ein Verbindungsgebäude zwischen der Alten Burg und der Amalienburg der Hofburg, für den Carlone als Bauführer mitverantwortlich war. Bereits 1660 hatte sich sein Bruder Silvestro für einen Pauschalbetrag zur Ausführung von Bauarbeiten bis zum Dach verpflichtet, er war ab 1666 an den Bauarbeiten mitbeteiligt. Die Steinmetzarbeiten leitete Ambrosius Ferrethi aus Kaisersteinbruch.

## Der kaiserliche Steinbruch
Vor allem tragende Architekturteile wurden aus härtestem Kaiserstein gearbeitet, so ist eine intensive Zusammenarbeit mit Kaisersteinbrucher Meistern dokumentiert.
Beispiele